# Philip Kaufman
Philip Kaufman (Chicago, 23 ottobre 1936) è un regista, sceneggiatore e produttore cinematografico statunitense.
Tra gli altri, ha diretto Uomini veri, candidato all'Oscar come miglior film nel 1983.

## Biografia
Kaufman è nato a Chicago, Illinois, nel 1936, l'unico figlio di Elizabeth Brandau, una casalinga, e Nathan Kaufman, un uomo d'affari. Nipote di immigrati ebreo-tedeschi, uno dei suoi compagni di classe è stato William Friedkin, Oscar al miglior regista 1972. Ha frequentato l'Università di Chicago, dove ha ricevuto una laurea in storia, e poi si è iscritto alla Harvard Law School, dove ha trascorso un anno.
Torna a Chicago per un diploma post laurea, sperando di diventare un professore di storia. Nel 1958 sposa Rose Fisher, dalla quale ha un figlio, Peter. Per saggiare la propria vocazione letteraria, si reca da Henry Miller a San Francisco prima di partire per l'Europa, dove insegna inglese, lavora a un romanzo e scopre il nuovo cinema a cavallo degli anni sessanta.
Con Benjamin Manaster dirige Goldstein (1964), racconto ebraico che fonde humour e mistica in commedia, e ottiene, nonostante delle imperfezioni, il premio della Nouvelle Critique a Cannes. Segue Fearless Frank (1967, uscito però 2 anni dopo), con Jon Voight. Fra gli altri film da lui diretti si ricordano Terrore dallo spazio profondo, remake di un film di fantascienza degli anni cinquanta, e Uomini veri,  vincitore di quattro Oscar e candidato all'Oscar al miglior film. Nel 1978 scrive insieme a George Lucas il soggetto di Ark of Covenant che in seguito diverrà I predatori dell'arca perduta (1981).

## Filmografia

### Regista
- Goldstein (1964) - co-regia Benjamin Manaster
- Fearless Frank  (1967)
- La banda di Jesse James (The Great Northfield, Minnesota Raid) (1972)
- Alba di ghiaccio (The White Dawn) (1974)
- Terrore dallo spazio profondo (Invasion of the Body Snatchers) (1978)
- The Wanderers - I nuovi guerrieri (The Wanderers) (1979)
- Uomini veri (The Right Stuff) (1983)
- L'insostenibile leggerezza dell'essere (The Unbearable Lightness of Being) (1988)
- Henry & June (1990)
- Sol levante (Rising Sun) (1993)
- Quills - La penna dello scandalo (Quills) (2000)
- La tela dell'assassino (Twisted) (2004)
- Hemingway & Gellhorn (2012) - film TV

### Sceneggiatore
- Goldstein (1964)
- Fearless Frank (1967)
- La banda di Jesse James (The Great Northfield, Minnesota Raid) (1972)
- Il texano dagli occhi di ghiaccio (The Outlaw Josey Wales), regia di Clint Eastwood (1976)
- The Wanderers - I nuovi guerrieri (The Wanderers) (1979)
- I predatori dell'arca perduta (Raiders of the Lost Ark) regia di Steven Spielberg (1981) - soggetto con George Lucas
- Uomini veri (The Right Stuff) (1983)
- L'insostenibile leggerezza dell'essere (The Unbearable Lightness of Being) (1988)
- Henry & June (1990)
- Sol levante (Rising Sun) (1993)